# Иле, Нико
Нико Иле (нем. Nico Ihle; род. 2 декабря 1985, Карл-Маркс-Штадт) — немецкий конькобежец, бронзовый призёр первого чемпионата Европы в спринтерском многоборье 2017 года, младший брат конькобежца Денни Иле.

## Спортивная биография
Нико Иле начал свою деятельность как фигурист в городе Хемниц. Участвовал в Кубке мира по конькобежному спорту 2005/06 в Солт-Лейк-Сити.
В 2006 году на Чемпионате Германии занял третье место на дистанции 500 метров.
В 2008 году на Чемпионате мира по конькобежному спорту в спринтерском многоборье занял 28-е место.
На зимних Олимпийских играх 2014 года занял восьмое место на дистанции 500 метров.
В 2017 году стал третьим призёром на чемпионате Европы в спринтерском многоборье, а через месяц занял второе место на чемпионате мира на дистанции 500 метров, уступив победителю — голландцу Яну Смекенсу — всего восемь сотых секунды.